# Phyllodromica variabilis
Phyllodromica variabilis es una especie de cucaracha del género Phyllodromica, familia Ectobiidae. Fue descrita científicamente por Bohn en 2011.
Habita en Rumania.